# Castillo de Lagopesole

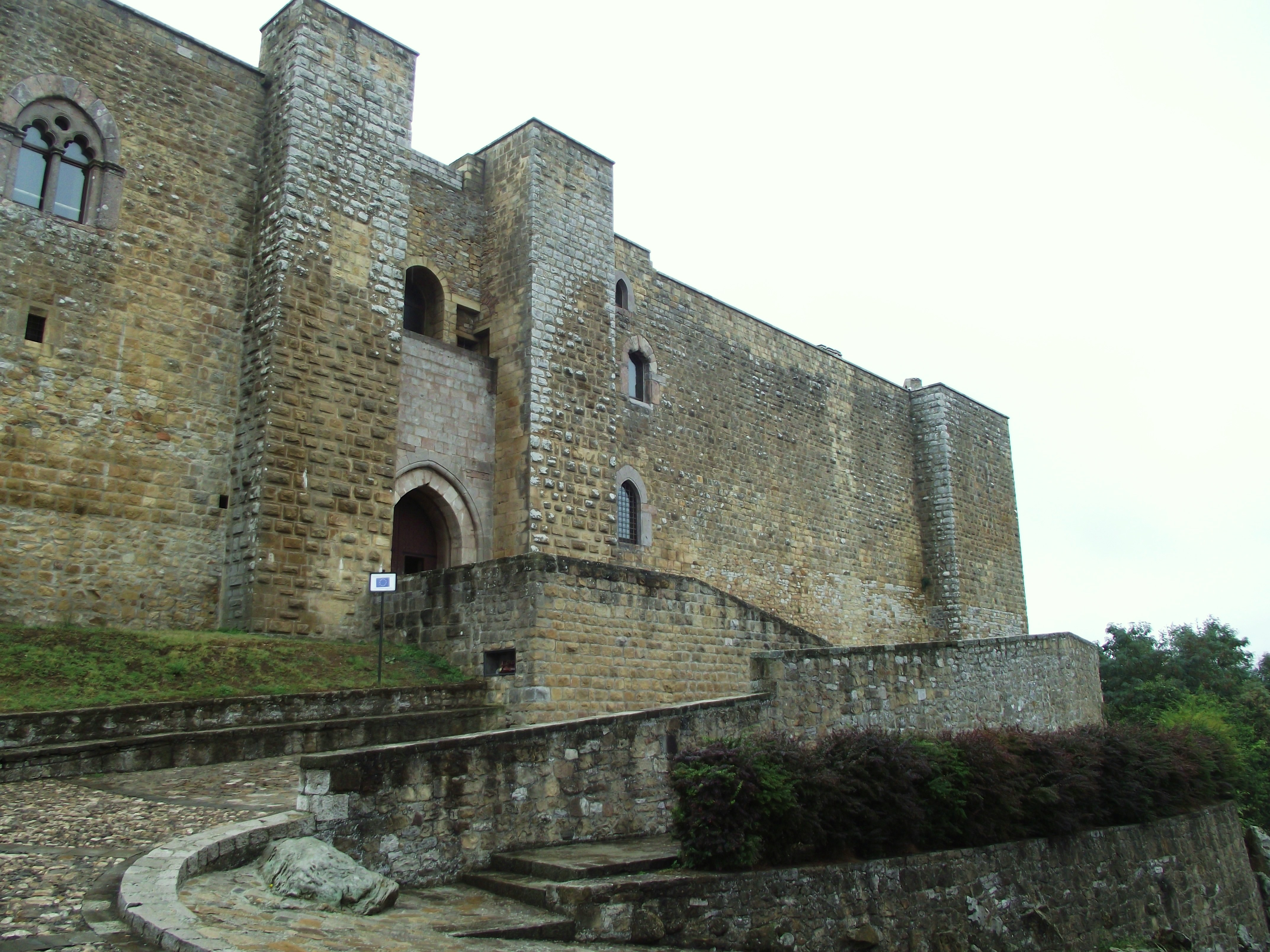
Castillo de Lagopesole

El castillo de Lagopesole es un castillo medieval de la época de Federico II,  construido aproximadamente entre los años 1242 y 1250, se encuentra situado encima de una pequeña montaña de 820 m s. n. m., que está entre los ríos Ofanto y Bradano,  en Basilicata.

## Características
El castillo surge en el barrio de Lagopesole que pertenece a la ciudad de Avigliano. El castillo es de planta rectangular, tiene dos patios: el menor de época Altonormanda, tiene en el centro una torre (dijon) cuadrada que no pertenece a la estructura principal. La torre está caracterizada por una mampostería almohadillada en la parte superior, característica típica de la arquitectura Sueva, de la época de Enrique VI, tiene tres aspilleras que se abren en las paredes sur, este y oeste, mientras en la del norte está la única entrada, el patio mayor se realizó en 1242, tiene una gran cisterna y una capilla considerada por su tamaño una iglesia, cosa única en los castillos de esa época.